# Open Internacional Femení Solgironès 2024/Qualifikation
Dieser Artikel zeigt die Ergebnisse der Qualifikationsrunde für die Open Internacional Femení Solgironès 2024 des Damentennis. Insgesamt nahmen 8 Spielerinnen an der Qualifikation teil, die am 31. März 2024 stattfand. Vier Spielerinnen qualifizierten sich für das Hauptfeld des Turniers. Dazu kam ein Lucky Loser.

## Einzel

### Setzliste
| Nr. | Spielerin           | Erreichte Runde     |
| --- | ------------------- | ------------------- |
| 01. | Elena-Gabriela Ruse | Lucky Loser         |
| 02. | Zeynep Sönmez       | qualifiziert        |
| 03. | Miriam Bulgaru      | Qualifikationsrunde |
| 04. | Katarzyna Kawa      | qualifiziert        |

Zeichenerklärung
- Q = Qualifikant
- WC = Wildcard
- LL = Lucky Loser
- ITF = qualifiziert über ITF-Ranking
- ALT = alternate (Ersatz)
- PR = Protected Ranking
- SE = Special Exempt
- r = retired (Aufgabe)
- d = Disqualifikation
- w.o. = walkover
- [ ] = Match-Tie-Break

### Ergebnisse
|  | Qualifikationsrunde |                             |   |   |   |
|  |                     |                             |   |   |   |
|  | 1                   | Elena-Gabriela Ruse         | 3 | 1 | r |
|  |                     | Oxana Selechmetjewa         | 6 | 4 |   |
|  |                     |                             |   |   |   |
|  | 2                   | Zeynep Sönmez               | 4 | 6 | 6 |
|  |                     | Irene Burillo Escorihuela   | 6 | 4 | 1 |
|  |                     |                             |   |   |   |
|  | 3                   | Miriam Bulgaru              | 0 | 5 |   |
|  | WC                  | Victoria Jiménez Kasintseva | 6 | 7 |   |
|  |                     |                             |   |   |   |
|  | 4                   | Katarzyna Kawa              | 6 | 1 | 6 |
|  | WC                  | Kaitlin Quevedo             | 4 | 6 | 3 |